# Tortyra auriferalis
Tortyra auriferalis là một loài bướm đêm thuộc họ Choreutidae. Loài này có ở Tây Indies.